# Izquierda Socialista (PSOE)
Izquierda Socialista (IS) es una corriente de opinión interna del Partido Socialista Obrero Español.

## La primera Izquierda Socialista

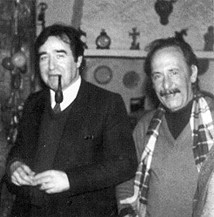
Luis Gómez Llorente y Pablo Castellano, miembros fundadores de Izquierda Socialista, en 1983

El acta fundacional debe establecerse en el XXVIII Congreso del PSOE (mayo de 1979), donde se produjo la mayor crisis vivida en el seno del partido. Son tres los puntos más relevantes en aquella polémica:
- Definición ideológica del partido.
- Estrategia política a desarrollar.
- El modelo de partido a construir.

Se conformaron dos posiciones. Para la posición, que acabará siendo mayoritaria, liderada por el secretario general, Felipe González, era imprescindible articular un proyecto socialista autónomo que no tuviera vinculaciones orgánicas con otras fuerzas de la izquierda. Autonomía y flexibilidad debían ir unidas a un partido muy disciplinado y muy compacto, en torno a su líder. La moderación ideológica se consideraba un requisito imprescindible para tener posibilidades de acceder al poder político. La lectura de Felipe González de la derrota en las elecciones generales de 1979 era que un exceso de radicalismo les alejaba inexorablemente del triunfo electoral.
La segunda posición, liderada por Luis Gómez Llorente, reivindicaba el modelo de partido y la estrategia política aprobado en el congreso anterior celebrado en diciembre de 1976. En aquel congreso se defendía un modelo inédito de socialismo, un socialismo autogestionario, que propiciase un bloque social de progreso con otras fuerzas de izquierda y que definiera una política exterior neutral para España. Un proyecto que implicaba una labor pedagógica del Partido y conectaba el legado marxista con una corriente libertaria que venía de la crisis del 68.
Este sector, que la prensa bautizó como corriente crítica o radical, alertaba de los peligros de la institucionalización, del electoralismo y del personalismo. A su juicio, se estaba abdicando de las señas de identidad propias para acercarse a las preferencias de los segmentos electorales que permiten acceder a la mayoría; se centraba la acción política en el campo institucional abandonando la movilización social; y se concentraba todas las acciones del partido en la exaltación de un único líder que asumiera la imagen y la referencia de la organización.
Representantes importantes de la primera Izquierda Socialista se centraron esencialmente en los aspectos orgánicos para evitar el deslizamiento a una organización compacta al servicio del líder. Pablo Castellano intervino en los congresos del partido en torno a estos temas, considerando además que la valoración crítica del proceso de transición era el tema esencial a discutir.
La crisis se saldará en el Congreso Extraordinario de septiembre de 1979, tras una transformación de los estatutos que primaba decisivamente a las opciones mayoritarias y cercenaban a las minorías, lo que consolidó las tesis del secretario general. Sin embargo, se consolidará al mismo tiempo Izquierda Socialista (IS) como corriente democrática.

«El PSOE y, en su seno, la Izquierda Socialista, retomará como primordial objetivo interno y externo la lucha ideológica y la formación ciudadana, consciente de que dicho esfuerzo, por lento y difícil que sea, fortalece la organización obrera».

Manifiesto de IS, noviembre de 1980.

## Ejecutoria política de la corriente
En 1982, en vísperas de la victoria del PSOE por mayoría absoluta en las elecciones generales de 28 de octubre, fallecido repentinamente Manuel Sánchez Ayuso, y con Luis Gómez Llorente y Francisco Bustelo voluntariamente apartados de toda actividad orgánica o institucional, existía cierta desazón entre la militancia de Izquierda Socialista.
En esa tesitura, Pablo Castellano, portavoz de IS, tuvo que combinar en la práctica la difícil tarea de mantener la especificidad del socialismo de izquierda y someterse a la disciplina de voto del grupo parlamentario socialista; disciplina que frecuentemente se veían obligados a romper por motivos de conciencia.
Un importante hito sería la celebración de unas jornadas de reflexión en Hervás (Cáceres) en diciembre de 1986, donde se debatiría sobre el futuro de la izquierda, la crisis de la democracia y el socialismo democrático.
El filósofo Antonio García Santesmases, Castellano, José Luis Sánchez Sáez y Carlos López Riaño de IS, miembros del Comité Federal del PSOE, fueron reprobados por el partido en 1986, debido a su activa participación en la campaña por el No a la OTAN en el referéndum de 12 de marzo de ese mismo año y defender la desaparición de las 
bases militares norteamericanas en España. Esa reprobación no significó la apertura de un expediente de expulsión pero las relaciones con la dirección del partido entraron en un periodo de tensión que provocaría meses después la expulsión de Pablo Castellano (octubre de 1987).
El siguiente portavoz, a partir de 1987, fue Antonio G. Santesmases, que defendería una idea de izquierda plural (unidad de acción con Izquierda Unida) y, dentro del partido, por la consolidación de un ala más a la izquierda.
En las elecciones primarias a Secretario General del PSOE celebradas en julio del 2014, el candidato de IS José Antonio Pérez Tapias obtuvo el 15,1% de apoyo (19.384 votos), resultando elegido Pedro Sánchez. Izquierda Socialista apoyó a Pedro Sánchez en las primarias del año 2017 en las que se enfrentó a la candidata oficialista, Susana Diaz, que resultó derrotada. En la actualidad, miembros de Izquierda Socialista forman parte de los órganos de dirección del PSOE elegidos en el 39 Congreso Federal celebrado el año 2017, no tiene representación en la Cámara de Diputados y si en el Senado.
IS cuenta con una Comisión Coordinadora Federal (CCFIS), donde se integran representantes de todas las articulaciones territoriales de la corriente, y con una portavocía colegiada, elegida en una Asamblea  Federal celebrada en diciembre de 2018, y compuesta por Carmen Castiñeira (Andalucía), Vicent Garcés (País Valenciano)  y Jorge Parada (Galicia). 
El 11 de septiembre de 2021, Izquierda Socialista celebró una Asamblea Federal, en la sede de la UGT en Madrid, para elegir una Comisión Permanente integrada por nueve militantes. La Comisión Permanente Federal fue elegida  por 83 votos a favor y seis abstenciones, continuando como  portavoces federales Vicent Garcés, Carmen Castiñeira y Jorge Parada.
El mismo día 11 de septiembre y el día 12, se desarrolló la Jornada de celebración del 40 aniversario de IS. Participaron una amplia representación de militantes de IS y un gran número de dirigentes del PSOE, del PSC, de la UGT y de las Juventudes Socialistas, coincidiendo todos ellos en resaltar el significativo y constante aporte de la corriente al acervo político, ideológico y organizativo del partido socialista.

### Artículos
- Bienvenida a la Izquierda Socialista, por Joaquín Navarro Estevan (1980)
- La Izquierda Socialista del PSOE, por Pablo Castellano (1982)
- El discurso radical, por Pablo Castellano (1986)
- La utopía y la quimera, por Antonio García Santesmases (1987)
- Historia breve de Izquierda Socialista-PSOE

- Datos: Q390393